# Elements (album Caliban)

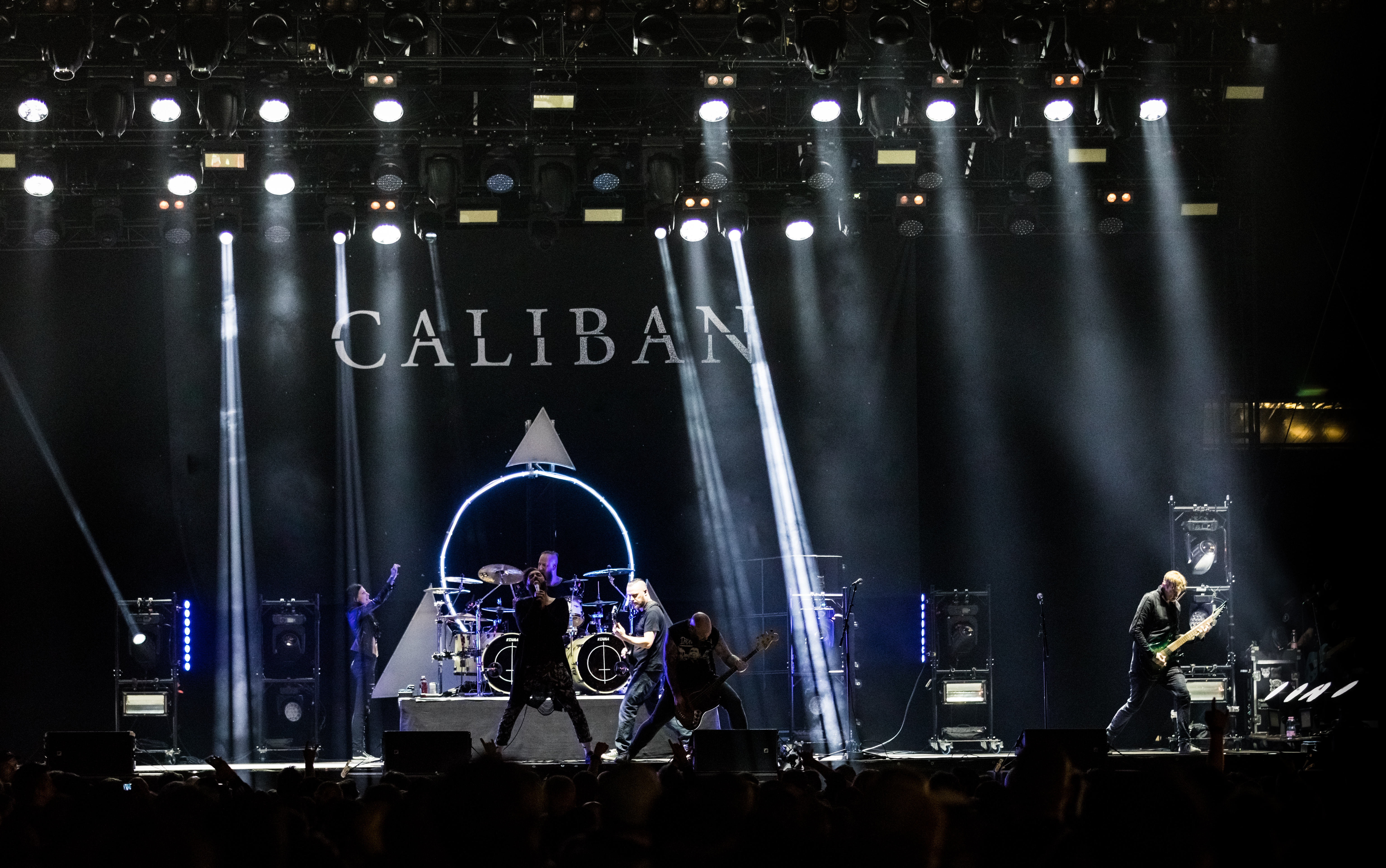
Oprawa graficzna albumu podczas koncertu grupy na festiwalu Rock am Ring w 2018

Elements – jedenasty album studyjny niemieckiej grupy muzycznej Caliban, wydany 6 kwietnia 2018 nakładem Century Media Records.
Album był nagrywany w Nemesis Studios i B.B. Serious Studios, miksowany w Nemesis Studios, a mastering wykonano w Hertzwerk Studio.
Płytę promowały teledyski do utworów "Elements", "Before Later Becomes Never", "Ich blute für Dich".
W utworach na albumie wokalista Andreas Dörner, dotychczas odpowiadający za śpiew wykrzykiwany, przejął również partie śpiewu melodyjnego (do tej pory na płytach Caliban wykonywane przez gitarzystę Denisa Schmidta).

## Lista utworów
1. "This Is War" – 3:03
2. "Intoxicated" – 4:08
3. "Ich blute für Dich" – 3:58
4. "Before Later Becomes Never" – 4:15
5. "Set Me Free" – 4:36
6. "My Madness" – 3:51
7. "I Am Fear" – 4:33
8. "Delusion" – 3:51
9. "Carry On" – 3:22
10. "Masquerade" – 4:17
11. "Incomplete" – 3:21
12. "The Great Unknown" – 3:37
13. "Sleepers Awake" – 3:42
14. "Dark Shadows" – 1:28
15. "Forsaken Horizon" – 3:05

Utwory dodatkowe:
14: "Dark Shadows" (pierwotnie wydany w 2003 na albumie Shadow Hearts grupy Caliban)
15: "Forsaken Horizon" (pierwotnie wydany w 2003 na albumie Shadow Hearts grupy Caliban)

## Twórcy
Skład zespołu
- Andreas Dörner – śpiew, teksty
- Marc Görtz – gitara elektryczna, nagrywanie, produkcja muzyczna, miksowanie
- Denis Schmidt – gitara elektryczna, śpiew melodyjny
- Marco Schaller – gitara basowa
- Patrick Grün – perkusja

Udział innych
- Matthias „Matti” Odysseus (Moneypunx, Nasty, Van Damme), Sebastian Biesler – śpiew w utworze "Ich blute für Dich"
- CJ McMahon (Thy Art Is Murder) – śpiew w utworze "Before Later Becomes Never"
- Brian „Head” Welch – śpiew, tekst w utworze "Masquerade"
- Contra, Fallbrawl, Nasty, Reduction – śpiew dodatkowy
- Callan Orr – keyboard
- Benny Richter – koprodukcja, dodatkowy keyboard
- Andy Posdziech, Callan Orr – koprodukcja
- Marcel Gadacz – oprawa graficzna, układ graficzny
- Mirko Witzki – fotografie, współreżyser teledysku do utworu "Ich blute für Dich"

## Treść
W utworze "Masquerade" gościnnie głosu udzielił Brian „Head” Welch, którego członkowie Caliban poznali podczas wspólnego koncertu z grupą Korn w 2017 w Saarbrücken.
Słowa utworu "Ich blute für Dich" są - w odróżnieniu do reszty piosenek (wykonywanych w języku angielskim) - napisane w języku niemieckim.